# Huntington Woods
Huntington Woods è una città degli Stati Uniti d'America, nella Contea di Oakland nello Stato del Michigan. È un sobborgo di Detroit.
La popolazione era di 6 151 abitanti al censimento del 2000.
La città ha adottato il soprannome di "City of Homes". La parte occidentale dello zoo di Detroit si trova all'interno dei confini cittadini.